# Skupinové vyučování
Skupinové vyučování je organizační forma vyučování charakterizovaná tím, že žáci pracují ve skupinách. Učitel rozdělí žáky do skupin, a to buď formálně (učitel určí sám, kdo v dané skupině bude - má pro to určitý záměr), nebo neformálně (učitel nechá na žácích, jak se do skupin rozdělí a děti se rozdělí podle vzájemných sympatií, jak se komu s kým pracuje). Je dobré, když je kvůli aktivitě ve skupině 3-5 žáků. Učitel skupině zadá úkoly a skupina spolupracuje. Je dobré, když učitel obchází žáky a věnuje se jim chvíli ve skupině. Skupiny by měly mít čas na vypracování úkolu, důležité je potom hodnocení práce. Skupina říká výsledky své práce, a tak může každý žák říct, jak se zapojil při vypracovávání.